# Эльва
Эльва (итал. Elva) — коммуна в Италии, располагается в регионе Пьемонт, в провинции Кунео.
Население составляет 103 человека (2008 г.), плотность населения составляет 4 чел./км². Занимает площадь 26 км². Почтовый индекс — 12020. Телефонный код — 0171.
Покровителем коммуны почитается святой Панкратий, празднование 12 мая.

## Демография
Динамика населения:

## Администрация коммуны
- Официальный сайт: